# Naval Ravikant
Naval Ravikant est un entrepreneur et investisseur indo-américain. Il est le fondateur et ancien CEO de Angellist. 

## Biographie

### Carrière
Il investit dans plus de 200 entreprises à leur début comme Uber, FourSquare, Twitter, Wish, Poshmark, Postmates, Thumbtack, Notion, SnapLogic, Opendoor, Clubhouse, Stack Overflow, Bolt, OpenDNS, Yammer, et Clearview AI, 70 de ces entreprises sont considérés comme des succès (par leur rachat) et 10 des licornes,.